# 加拿大国家电影局
加拿大国家电影局（英語：National Film Board of Canada，简称NFB，简称ONF）是加拿大的国营电影制作机构，创建于1939年，现隶属于加拿大文化遗产部，总部位于魁北克省蒙特利尔。由于加拿大官方语言为英语和法语，所以NFB分为英语、法语两个分支，各自拥有独立的预算与制作体系。
截至2016年，NFB共获得了12项奥斯卡奖，其中1988年为“表彰其成立50周年，以及对电影制作的各个领域提供支持”而获得了当年的奥斯卡终身成就奖。

## 历史
1938年，加拿大政府邀请英国著名纪录片导演约翰·格里尔逊共同研讨电影制作事宜。格里尔逊建议加拿大政府建立一家国营电影制作协调机构，以更好地进行电影制作。1939年，NFB的前身——国家电影委员会（英語：National Film Commission）在加拿大首都渥太华成立，不久后改为现名，格里尔逊成为首任主席。二战期间，NFB制作的电影以新闻影片为主，比较知名的影片包括《加拿大前进》（Canada Carries On）系列、《世界在行动》（The World in Action）系列及《战争结束》（The War Is Over）。
在20世纪四五十年代，NFB通过雇佣电影放映员的方式，在加拿大全国巡回放映电影。20世纪50年代通过的《国家电影法案》（National Film Act）保证了NFB制作的独立性。
成立初期，NFB制作的电影绝大多数为英语影片，其绝大多数雇员的母语也是英语，而以加拿大另一种官方语言——法语制作的影片只有极少的一部分，法语片甚至一度被列入NFB制作的“外语片”之中。直到1947年法国制片人雅各布·波贝（Jacques Bobet）的加入，这一局面才被打破。1956年，NFB将总部从英语区的渥太华迁往法语区的蒙特利尔。而在寂静革命期间，当时的NFB主席阿尔伯特·特鲁曼（Albert Trueman）敏锐地意识到魁北克社会发生的变化，于是聘请皮埃尔·朱诺（Pierre Juneau）为NFB的“法语顾问”，随后由朱诺主导成立了NFB的法语制作部门，并于1964年正式组建完成。